# Daucus annuus
Espèce
Synonymes
- Melanoselinum annuum A.Chev., 1935[2],[3],[4]
- Thapsia annua (A.Chev.) M.Hiroe, 1979[2],[3],[4]
- Tornabenea annua Beg., 1920[3],[4]
- Tornabenea annua Bég. ex A.Chev., 1935[2],[3]

Daucus annuus est une espèce de plantes à fleurs de la famille des Apiaceae et du genre Daucus, endémique du Cap-Vert.

## Taxonomie
L'espèce est initialement décrite dans le genre Tornabenea par Augusto Béguinot en 1918, sous le basionyme Tornabenea annua. Elle a également été classée dans les genres Melanoselinum et Thapsia. Cependant le nom correct est Daucus annuus, choisi par A. Wojewódzka, Jean-Pierre Reduron, Łukasz Banasiak et Krzysztof Spalik en 2016,,,.

## Description

### Appareil végétatif
C'est une plante annuelle herbacée pouvant atteindre environ 40 cm de haut avec des racines fusiformes subcarnées à l'odeur et à la couleur de carotte. La tige est ramifiée, généralement violette et glabre ou sous-glabre à la base, devenant grossièrement sillonnée à angulaire et rétrogradement rugueuse à hispide vers l'apex. Les feuilles sont 2–3 pénatipartites avec les segments ou lobes ovo-lancéolés, aigus, mucronés à l'apex, sous-glabre à hispide sur les deux faces. 

### Appareil reproducteur
Les ombelles sont terminales et latérales, peu profondes ; les pédoncules mesurent de 5 à 18 cm de long, profondément sillonnés, rétrogradement rugueux à hispides. Il y a 6 à 8 bractées, linéaires-lancéolées à linéaires-oblancéolées, de 6-12(-17) mm de long, avec bords membraneux involutés, en règle générale sub-érigées sur le fruit ; les rayons sont généralement par 20-30 (rarement plus), rugueux à hispiduleux, jusqu'à 25 mm de long, congestionnés et sub-érigés dans le fruit ; les bractéoles sont au nombre de 6-8 par ombellule, mesurant jusqu'à 6 mm de long, lancéolées, avec des bords membraneux. Les lobes du calice sont sous-nuls. Les pétales sont blancs, ceux des fleurs périphériques mesurant 1 mm de long ; les anthères, de 0,3–0,4 mm de long, sont jaunes ; l'ovaire est minutieusement scabreux ; le stylopode est conique ; les styles, de 0,3 mm de long, sont érigés, de jusqu'à 1 mm de long et sub-érigés dans le fruit. Le fruit est de dimensions allant jusqu'à 4,0 X 3,0 mm, de forme elliptique à largement elliptique en projection dorsale, généralement avec des ailes et un dos secondaire fortement denté, parfois ce dernier étroitement ailé.

## Habitat et répartition
L'espèce est endémique du Cap-Vert. On la trouve sur les pentes sub-humides des îles Fogo et Santiago, entre 350 et 800 m d'altitude (contre 130 m sur l'île Fogo), et elle peut envahir les cultures. L'espèce est vulnérable.

## Composants
Les huiles essentielles de Daucus annuus sont dominées par la bymyristicine (92-100%).

### Publication originale
- (en) Łukasz Banasiak, Aneta Wojewódzka, Jakub Baczyński et Jean-Pierre Reduron, « Phylogeny of Apiaceae subtribe Daucinae and the taxonomic delineation of its genera », TAXON, vol. 65, no 3,‎ 2016, p. 578 (ISSN 1996-8175, DOI 10.12705/653.8, lire en ligne, consulté le 15 janvier 2021)